# União Apostólica de Padres Seculares
A União Apostólica de Padres Seculares é uma associação de padres seculares católicos romanos (ou seja, padres que não são monásticos e não pertencem a nenhum instituto religioso). Foi fundada no século XVII pelo padre comunitário alemão Bartholomew Holzhauser. A função da organização "era em parte aliviar, por meio de 'uma regra de vida uniforme', a solidão paralisante que muitas vezes era sentida pelos padres... 'que estão muito espalhados'." 
Em 1903, o Papa Pio X colocou a união sob sua proteção especial. Em 1913, foi reorganizado na França pelo Cônego Lebeurier.